# Кальма (Хабаровский край)
Кальма — село в Тырском сельском поселении Ульчского района Хабаровского края.

## История
До 1963 года село входило в Тахтинский район.

## География
Располагается в центрально-восточной части края, на правом берегу реки Амур, напротив места впадения реки Амгунь. В 5 км к югу располагается село Тыр.
Климат
умеренный, муссонный. Среднегодовое количество осадков составляет около 470—480 мм. Среднегодовая температура воздуха может колебаться от −0,8°C до −2,8 °C.
Находится в местности, приравненный к районам Крайнего Севера.

## Население
| 2002 | 2010 | 2011 | 2012 | 2021 |
| ---- | ---- | ---- | ---- | ---- |
| 140  | ↘84  | ↘83  | ↗85  | ↘58  |

На 2002 год, преобладающая национальность — нивхи (62,2 %).

## Известные уроженцы
- Таксами, Чунер Михайлович.